# アイコン・オブ・ザ・シーズ
アイコン・オブ・ザ・シーズ（英語: Icon of the Seas）は、ロイヤル・カリビアン・インターナショナルが運航する世界最大のクルーズ客船である。全長365m、総トン数は250,800総トンであり、乗客乗員を合わせると最大で1万人近くを収容可能。2024年1月に就航し、それまで世界最大であったワンダー・オブ・ザ・シーズを1万総トン以上上回り世界最大となった。

## 概要
アイコン・オブ・ザ・シーズ級の1番船として、フィンランドのマイヤー・トゥルクで建造され、2023年11月27日に引き渡された。
船価は16億ドル。
動力にはLNG（液化天然ガス）を用い、陸上電力接続や廃熱回収システムなどを組み合わせることで、環境面に配慮しているとされる。一方で、LNGを使用すると温室効果ガス排出量が増えるという主張もある。
2024年1月23日に行われた命名式にて、サッカー選手のリオネル・メッシによって命名され、1月27日からマイアミ発着のカリブ海クルーズでデビューした。

## 施設
この船は20階建ての「海の上の超巨大テーマパーク」であり、8つの「街」から構成される。

### 8つの街
- スリルアイランド
洋上最大となるウォーターパークエリア。業界初となるフリーフォールスライダーや、洋上では最も高いスライダー、洋上アスレチックなどを楽しめる。
- ザ・ハイドアウェイ
会場から約41mの高さに吊り下げ式インフィニティプールを備えたリラックスゾーン。
- チルアイランド
屋外プールエリア。クルーズ史上一番大きい「ロイヤルベイプール」などを備える。
- サーフサイド
船尾に位置するファミリー用エリア。
- アクアドーム
最上階に位置する屋内エンターテインメント施設。オアシスクラスで大人気の円形野外シアター「アクアシアター」を更に進化させた。
- スイートネイバーフッド
スイート客室の宿泊客限定のエリア。
- ロイヤルプロムナード
船の目抜き通り。11m×29mもの巨大な窓からオーシャンビューを望むことができる。
- セントラルパーク
緑の木々や季節の花々が咲き誇るオープンエアの公園。

## 同型船
同じくアイコンクラスのスター・オブ・ザ・シーズの就航が2025年8月に予定されている。